# Capraia (Tremiti)
Pour les articles homonymes, voir Capraia.
L' Île de Capraia ou Caprara ou Capperaia est une île italienne faisant partie de l'archipel des Îles Tremiti situées dans la mer Adriatique. Avec une superficie de 0,45 km2, Capraia est la deuxième île de l'archipel par sa taille et la quatrième de la région des Pouilles.
Complètement inhabitée, elle fait administrativement partie de la commune des Isole Tremiti qui est sous la juridiction de la Province de Foggia.

## Géographie

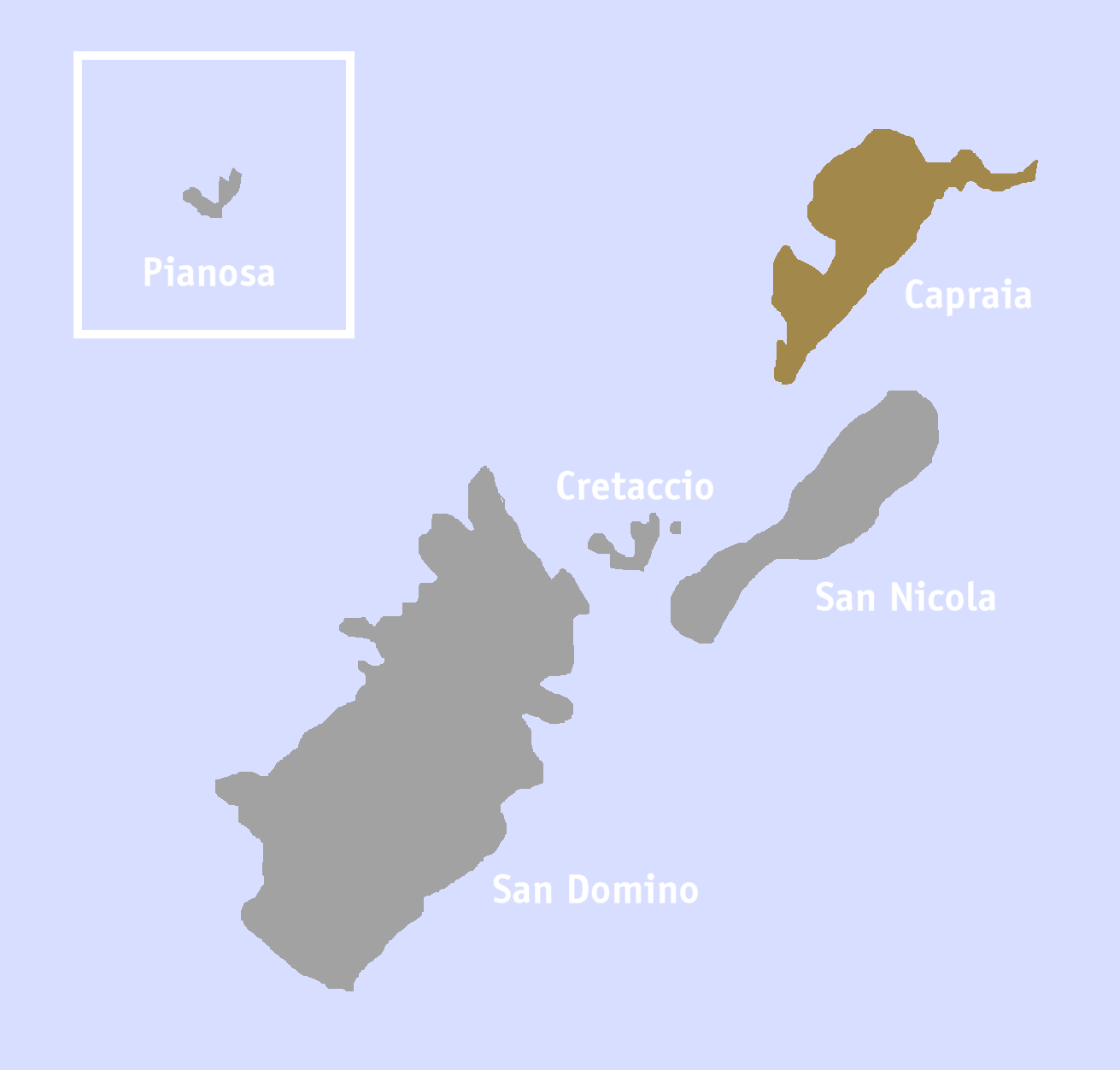
Position de Capraia dans l'archipel.

L'île a une superficie d'environ 45 hectares pour une longueur de 1 600 mètres, une largeur de 600 mètres et un développement côtier de 4 700 mètres. Son point culminant, le Col du Grosso, se situe à 53 mètres d'altitude.
Cette île est située à 350 mètres de San Nicola, 900 mètres de Cretaccio et 1 450 mètres de San Domino, les autres îles de l'archipel.

## Réserve naturelle des Tremiti
L'île fait partie depuis 1989 de la réserve naturelle marine des îles Tremiti, créée dans le but de protéger la flore et la faune de l'archipel. En 1996, la réserve naturelle marine des Îles Tremiti a été intégrée dans la Zone 1 dans le parc national du Gargano.